# Gilberto Cattani
Gilberto Moacir Cattani, (Toledo, 20 de maio de 1972), é deputado estadual, filiado ao Partido Liberal (PL), eleito pelo estado do Mato Grosso.
Em 19 de julho de 2024, Raquel Cattani, de 26 anos, filha do político, foi encontrada morta, na região do Pontal do Marape, em Nova Mutum, a 269 km de Cuiabá. A suspeita é que ela tenha sido morta a facada. Segundo a Polícia Civil de Mato Grosso, o corpo da vítima foi encontrado por um familiar dentro de um dos quartos da residência. Aparentemente, ela apresentava um ferimento causado por arma branca.
Em 24 de julho, Romero Xavier, ex-marido de Raquel Cattani, foi preso suspeito de ser o mandante do crime. O irmão de Romero, Rodrigo Xavier, também foi preso suspeito de ser o executor e montar uma cena para que parecesse crime patrimonial. De acordo com a Polícia Civil, algumas evidências na casa levaram à conclusão de que um suposto roubo no local teria sido encenado. Em novos levantamentos, a Polícia Civil de Estado de Mato Grosso descobriu que o irmão de Romero tinha diversas passagens por furtos e outros crimes, além de ter sido usuário de entorpecentes no passado. No dia seguinte, em depoimento à polícia, o ex-cunhado de Raquel Cattani disse que recebeu R$ 4 mil do ex-marido da vítima para matá-la. Segundo a Polícia Civil de Mato Grosso, pegada, digitais e um frasco de perfume foram algumas das principais pistas no local de crime que ajudaram a investigação da polícia a esclarecer a morte de Raquel Cattani.
Em 5 de agosto, a Polícia Civil de Mato Grosso concluiu o inquérito e indiciou Romero Xavier e o irmão dele por homicídio triplamente qualificado. A investigação apontou que o Romero não aceitava o fim do relacionamento e, por isso, mandou matar a filha do deputado.